# Пальма-Сола (Альто-Лусеро-де-Гутьеррес-Барриос)
Пальма-Сола (исп. Palma Sola) — небольшой город в восточной части Мексики, на территории штата Веракрус. Входит в состав муниципалитета Альто-Лусеро-де-Гутьеррес-Барриос.

## Географическое положение
Пальма-Сола расположена на востоке центральной части штата, на побережье Мексиканского залива, вблизи места впадения в него реки Пальма-Солы, на расстоянии приблизительно 52 километров (по прямой) к северо-востоку от города Халапа-Энрикеса, административного центра штата. Абсолютная высота — 14 метров над уровнем моря.

## Население
Согласно данным, полученным в ходе проведения официальной переписи 2005 года, в городе проживало 2633 человека (1251 мужчина и 1382 женщины). Насчитывалось 732 дома. По возрастному диапазону население распределилось следующим образом: 38,9 % — жители младше 18 лет, 52,3 % — между 18 и 59 годами и 8,8 % — в возрасте 60 лет и старше. Уровень грамотности среди жителей старше 15 лет составлял 90,2 %.
По данным переписи 2010 года, численность населения Пальма-Солы составляла 3144 человека. Динамика численности населения города по годам:
| 2000 | 2005 | 2010 |
| ---- | ---- | ---- |
| 2625 | 2633 | 3144 |